# Pouteria lecythidicarpa
Pouteria lecythidicarpa là một loài thực vật có hoa trong họ Hồng xiêm. Loài này được P.E.Sánchez & Poveda miêu tả khoa học đầu tiên năm 1990.